# Jordi III de Kakhètia
Jordi III fou rei de Kakhètia uns mesos al final del 1604 i potser al començament del 1605. Era fill d'Alexandre II de Kakhètia. Va regnar només sis mesos. Cap al febrer del 1605 el seu pare va ser restaurat com a rei, però el fill Constantí I de Kakhètia va prendre el poder al cap d'un mes. Casat el 1590 amb una filla d'Adil Quraqulu, elisam-sultan; i el 1602 amb una filla de Kai Khusrau, Pasha de Gandja. Assassinat (junt amb el pare) per son germà petit Constantí I, el 12 de març de 1605.